# Deutsche Volleyball-Bundesliga 1980/81 (Frauen)
Die Saison 1980/81 der Volleyball-Bundesliga war die fünfte Ausgabe dieses Wettbewerbs. Der USC Münster konnte seinen Titel aus dem Vorjahr verteidigen und wurde zum vierten Mal Deutscher Meister. Elmschenhagen und Hannover mussten absteigen.

## Mannschaften
In dieser Saison spielten erstmals zehn Mannschaften in der Bundesliga:
- SW Elmschenhagen
- SG/JDZ Feuerbach
- Godesberger TV
- Hamburger SV
- VfL Hannover
- SV Lohhof
- USC Münster
- TG Rüsselsheim
- 1. VC Schwerte
- 1. VC Wiesbaden

Als Titelverteidiger trat der USC Münster an. Aufsteiger waren die SG/JDZ Feuerbach, SW Elmschenhagen, der Hamburger SV und der SV Lohhof.

## Tabelle
|     | Verein            | Punkte | Sätze |
| --- | ----------------- | ------ | ----- |
| 1.  | Münster (M)       | 36:0   | 54:5  |
| 2.  | Lohhof (N)        | 30:6   | 46:15 |
| 3.  | Schwerte (P)      | 28:8   | 44:18 |
| 4.  | Rüsselsheim       | 26:10  | 45:24 |
| 5.  | Hamburg (N)       | 20:16  | 35:36 |
| 6.  | Feuerbach (N)     | 14:22  | 29:38 |
| 7.  | Wiesbaden         | 8:28   | 21:44 |
| 8.  | Godesberg         | 8:28   | 22:47 |
| 9.  | Elmschenhagen (N) | 6:30   | 17:48 |
| 10. | Hannover          | 4:32   | 13:51 |

|     | Absteiger in die 2. Bundesliga   |
| (M) | Meister der Vorsaison            |
| (P) | Pokalsieger der Vorsaison        |
| (N) | Aufsteiger aus der 2. Bundesliga |